# أخيلا الثاني
كان أخيلا الثاني (توفي حوالي 714) ملك مملكة القوط الغربيين في هسبانيا من 710 أو 711 حتى وفاته. كانت المملكة التي حكمها تقتصر على الشمال الشرقي من المملكة الهسبانية القديمة بسبب الفتح الإسلامي للأندلس.
عهد أخيلا هو معروف فقط من القطع النقدية وقوائم الحُكم ولا تذكره القصص السردية الموثوقة. تم العثور على عملات ذهبية من أخيلا تحمل نقوش من النعناع من جيرونا، سرقسطة، طركونة، و‍ناربون. لأن مصادر السرد، و‌علم العملات، وقوائم الحُكم جميعها تؤكد حكم لذريق خلال نفس السنوات كما أخيلا، فإنه يكاد لا يشك في أن الاثنين كانا ملوك معارضين لبعضهما البعض في أعقاب انقلاب لذريق، والتي قد تكون أسفرت إما في أو من وفاة الملك السابق، غيطشة.
هناك عملات معدنية باقية على قيد الحياة من مملكة أخيلا أكثر من لذريق، ولكن المكتشفات لا تتداخل في الأراضي، ويشتبه في أن المملكة قد تم تقسيمها بين فصيلين، مع الجنوب الغربي (مقاطعتي لوسيتانيا والكارثينينسيس الغربية حول العاصمة توليدو) يتبع (أو تحت سيطرة) لذريق وشمال شرق (تاراكونسيس وناربونسيس) تحت حكم أخيلا. لم يعرف لمن سقطت مقاطعتا غالايسيا و‍بايتيكا. ويبدو أن لذريق وأخيلا لم يدخلا أبدا في صراع عسكري؛ ولعل أفضل تفسير لذلك هو انشغال لذريق بالغارات العربية وليس إلى التقسيم الرسمي للمملكة.
استكمالان لوقائع ملوك القوط الغربيين يسجلان عهد أخيلا الذي دام ثلاث سنوات بعد غيطشة مباشرة، بل إن بعض العلماء أشاروا إلى أن أخيلا كان في الواقع ابن غيطشة وخليفته، وأن لذريق حاول أن انتزاع العرش منه، حتى أنه كان شريكاً في الحكم مع غيطشة منذ 708. أيّ ابن لغيطشة كَانَ سَيَكُونُ طفل في 711. على الأرجح أن عهد أخيلا بدأ بعد فترة وجيزة من حكم لذريق واستمر حتى 713 أو 714.
وخلال فترة حكم أخيلا القصيرة، بدأت الغارات العربية تضرب جنوب هسبانيا، حيث حكم لذريق. وقد حاول لذريق هزيمتهم ولكنه لقى مصرعه في المحاولة. قد يكون بعض أنصار أخيلا قد هجروا لذريق في حملته الأخيرة. وبسبب السياسة القمعية لأسلافه تجاه اليهود وكثرة السكان اليهود في ناربونينسيس وبسبب ما كان سيكسبه في حالة إزاحة لذريق، كتب المؤرخ العسكري برنار باشراش أن «هناك ميل للاستنتاج ان المسلمين والملك أخيلا واليهود اجتمعوا معا ولو مؤقتا على الاقل للإطاحة بلذريق».